# KBS 1TV
KBS 1TV, nebo KBS 1 (korejsky: KBS 제1텔레비전 KBS Če 1 tchelebidžon; nebo 한국방송 1 Hanguk Pangsong 1) je jihokorejská pozemní televizní stanice vlastněná společností KBS. Její hlavní zaměření je highbrow. Dále vysílá zpravodajství a publicistiku, kulturní, sportovní a zábavné pořady, drama, talkshow a pořady pro děti. Stanice byla spuštěna v 31. prosince 1961 jako KBS TV. V roce 1980 se přejmenovala na KBS 1TV.

## Historie

### Vysílání
- 24. prosince 1961: Zahájeno zkušení vysílání.
- 31. prosince 1961: Oficiálně spuštěna KBS TV.
- 15. ledna 1991: Zahájení pravidelného denního vysílání s vysílacím časem 4 hodiny a 30 minut.
- 27. února 1967: Zahájeno vysílání od 6:35 do 9:00.
- 1. října 1969: Prodloužení ranního vysílání do 11 hodin.
- 3. května 1971: Zahájeno vysílání od 6:35 do 9:00.
- 28. června 1971: Zkráceno ranní vysílání o 10 minut.
- 16. srpna 1971: Změněn začátek ranního vysílání na 6:30.
- 3. dubna 1972: Začátek ranního vysílání změněno na 7:20.
- 28. července 1980: Snížení vysílání ve všední dny o 10 minut.
- 11. srpna 1980: Začátek vysílání ve všední den pozdě v noci.
- 1. září 1980: Změněn začátek večerního vysílání ve všední den z 6:10 na 6:00.
- 8. září 1980: Změněn začátek večerního vysílání ve všední den z 6:00 na 5:30.
- 29. září 1980: Pondělní vysílání zkráceno o 20 minut.
- 6. října 1980: Pondělní vysílání prodlouženo o 20 minut.
- 3. listopadu 1980: Pozdní noční vysílání ve všední dny zrušeno.
- 5. ledna 1981: Vysílání ve všední dny sníženo z 5:30 na 11:45.
- 12. ledna 1981: Vysílání od 5:30 ve všední dny do 1:30 následujícího dne.
- 26. ledna 1981: Vysílání od 5:30 ve všední dny do 1:35 následujícího dne.
- 2. února 1981: Vysílání ve všední dny sníženo z 5:30 na 11:30.
- 9. března 1981: Omezeno vysílání ve všední dny od 5:30 do 11:35.
- 30. května 1981: Sobotní ranní vysílání od 5:30 do 10:00.
- 31. května 1981: Změněn začátek nedělního ranního vysílání na 6:00.
- 4. července 1981: Změněn začátek sobotního vysílání na 5:00.
- 6. července 1981: Začátek ranního vysílání byl změněn na 5:00.
- 16. února 1998: Vysílání ve všední den pozdě v noci bylo zrušeno.

### Reklamy
- 1. ledna 1963: Spuštěny reklamy a přidány licenční poplatky a poplatky za sledování.
- 1. května 1969: Zrušení reklam
- 7. března 1981: Obnoveny reklamy
- 1. října 1994: Zrušení reklam

## Vysílané pořady
Viz Seznam pořadů vysílaných na KBS 1TV.

### Sesterské kanály
- KBS2
- KBS NEWS 24

### Kanály se stejným zaměření
- EBS 1TV
- EBS 2TV
- SBS TV
- SBS Mobile 24
- MBC TV
- MBC News Now
- TV Chosun
- JTBC
- Channel A